# 葡萄格鲁夫 (肯塔基州)
葡萄格鲁夫（英語：Vine Grove），是美国肯塔基州的一座城市。建立于1850年，面积约为12.2平方公里（4.7平方英里）。根据2010年美国人口普查，该市的人口为4,520人。